# Moullava spicata
Moullava spicata är en ärtväxtart som först beskrevs av Nicol Alexander Dalzell, och fick sitt nu gällande namn av Dan Henry Nicolson. Moullava spicata ingår i släktet Moullava och familjen ärtväxter. Inga underarter finns listade i Catalogue of Life.

## Bildgalleri

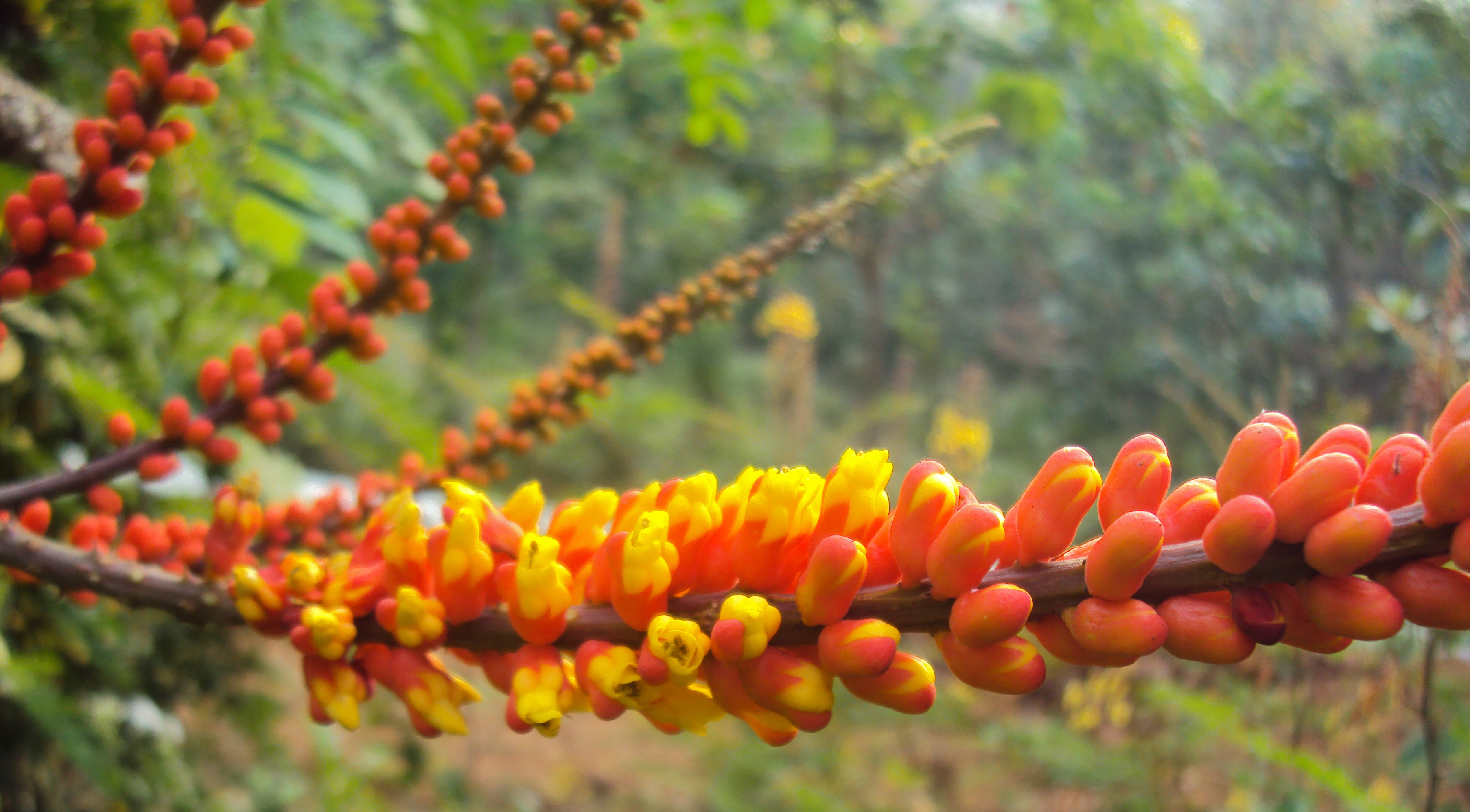
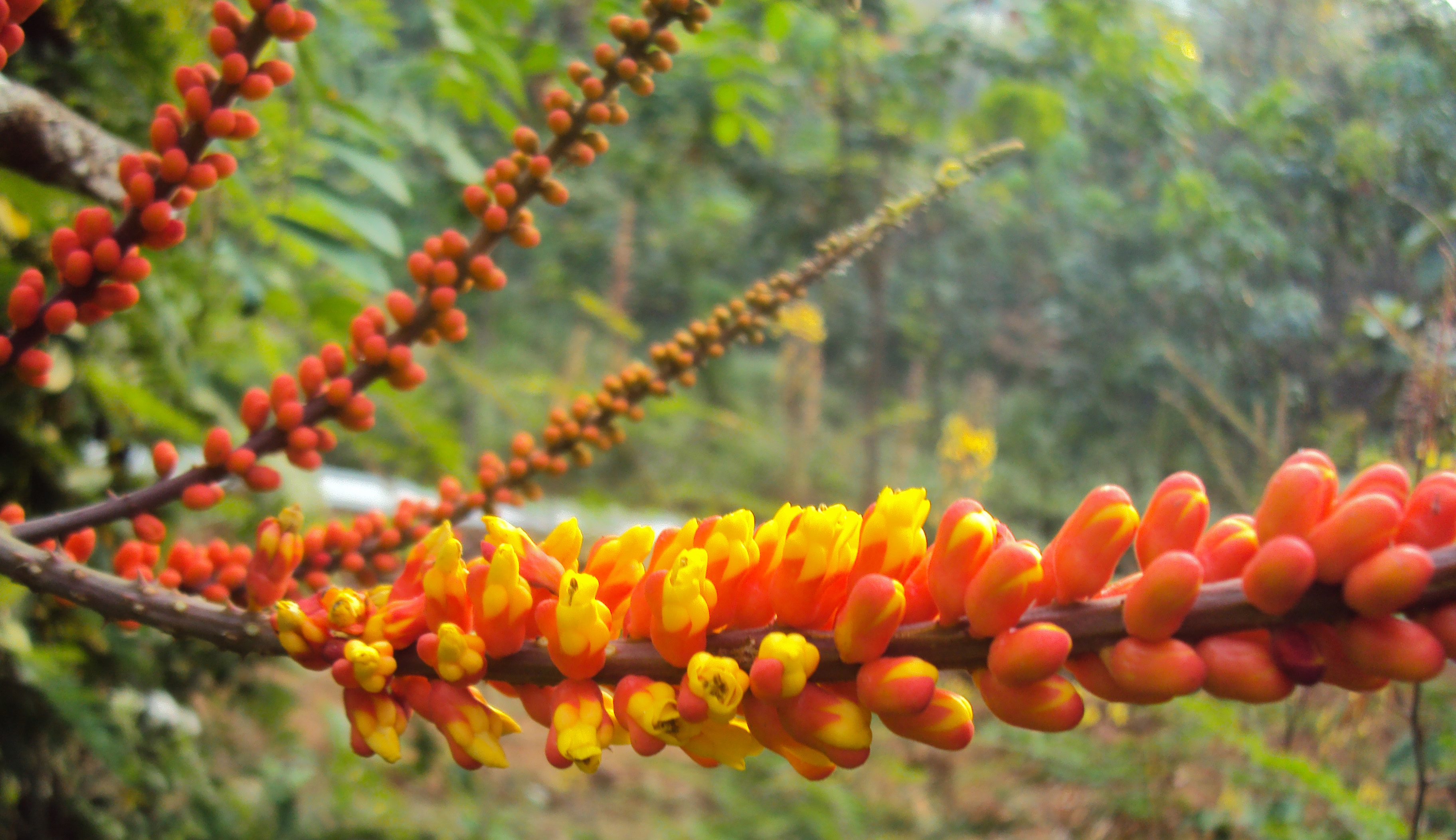
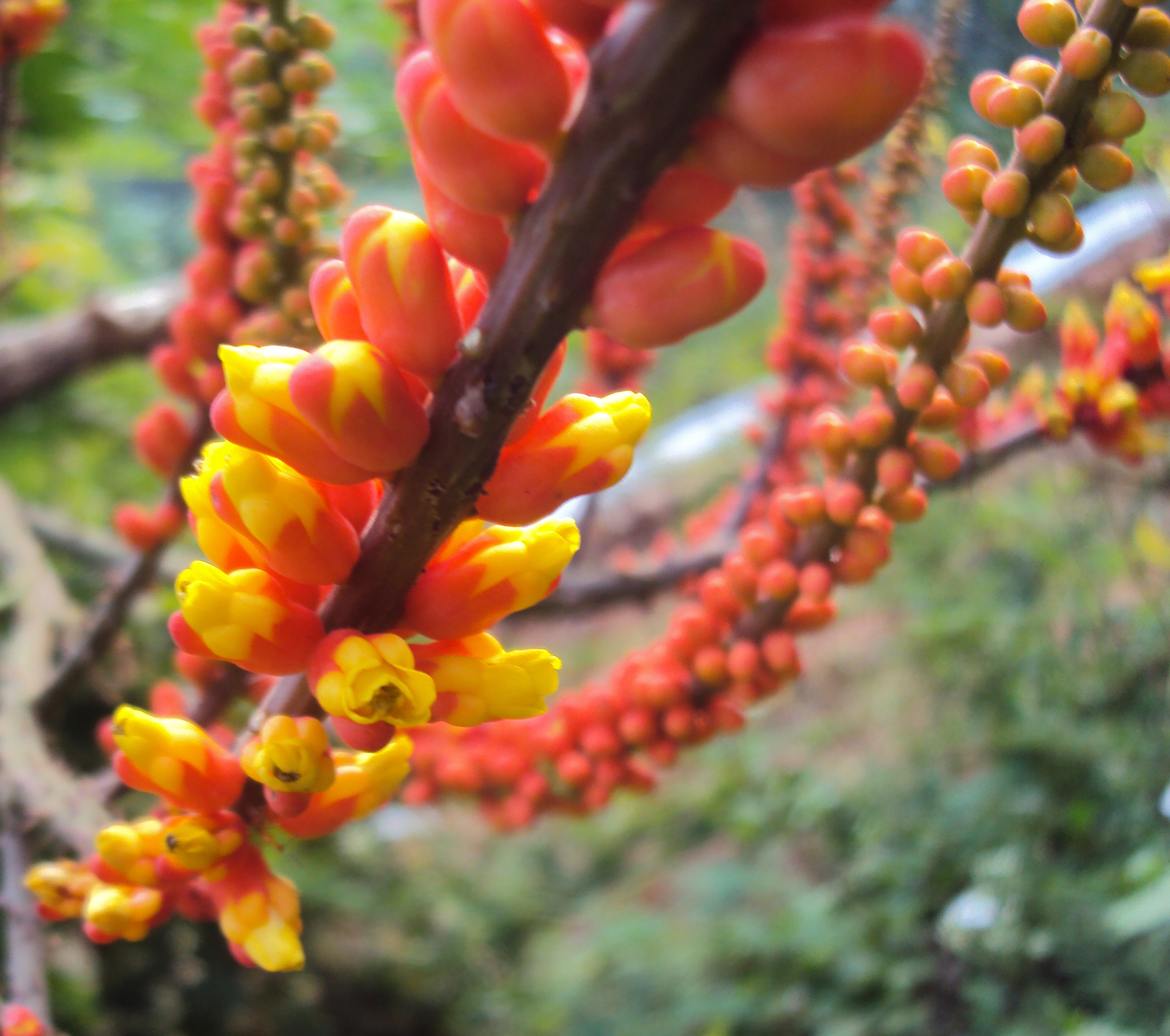
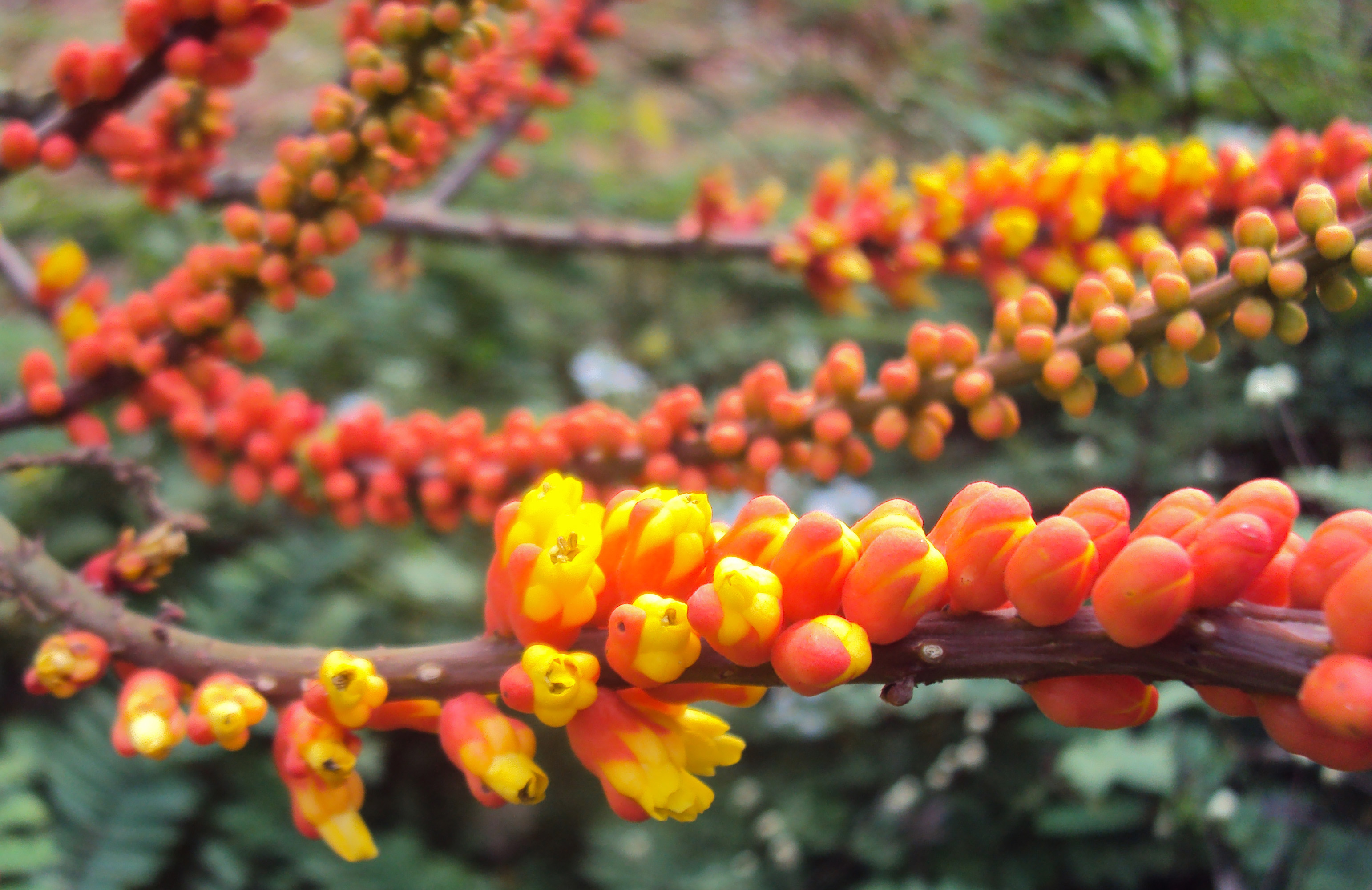